# Jacob Banks
Jacob Banks  (geboren op 24 juli 1991) is een in Nigeria geboren Engelse zanger en songwriter uit Birmingham. Banks won de MOBO UnSung regionale competitie 2012 in Birmingham en de Adidas "Are You In" muziekcompetitie.  Zijn muziek wordt beïnvloed door een scala aan genres, waaronder soul, R&B en hiphop. Banks heeft een contract bij het Amerikaanse label Interscope Records.

## Carrière

### 2012-heden: doorbraak
De tweede release van ep The Monologue, getiteld "Worthy", werd gespeeld door BBC Radio 1 DJ Zane Lowe als zijn "Next Hype"-record op zijn Radio 1-show en ontving extra plays op 1Xtra, XFM, 6Music en Annie Nightingale. In april 2013 speelde Banks zijn eerste headline-show in de London St Pancras Old Church.  Hij steunde Emeli Sande tijdens haar Britse tour in april 2013. Banks staat op Wretch 32's nummer "Doing OK", de tweede single van Wretch's aanstaande derde studioalbum.  Banks staat op Chase and Status' "Alive" van hun album, Brand New Machine.  Hij steunde hen ook tijdens hun Brand New Machine 2013 UK-tour.  Banks kondigde aan dat hij in 2013 een gezamenlijke EP zou uitbrengen met hemzelf, Wretch 32 en George the Poet getiteld Gambling Man. Dit gebeurde echter niet. Op 1 mei 2014 werd zijn samenwerking met All About She, "I Can Wait", uitgebracht als gratis download als onderdeel van hun debuut extended play Go Slow.  Banks heeft ook samengewerkt met andere artiesten zoals Bondax, Jake Gosling, Knox Brown, Plan B en Wretch 32.
Op 21 juli 2015 Banks' tweede extended play getiteld The Paradox werd uitgebracht.  Het beschikt over een gastoptreden van Odd Child Recordings rapper Avelino op de track "Monster".
In 2016 was Banks te zien op de release van het Noorse productieteam Seeb, "What Do You Love".  Het nummer bereikte nummer 2 op VG-lista, de officiële Noorse singles chart.
Op 9 maart 2017 bracht Banks zijn tweedelige verhalende video in première, geschreven en mede geregisseerd door hemzelf, voor zijn single "Unholy War".  De single is afkomstig van zijn aankomende EP, 'The Boy Who Cried Freedom'. In november 2018 bracht hij zijn nieuwe album "Village" uit, dat nummer 1 werd op nieuwe en aankomende albums op Spotify.

## In populaire cultuur
Banks' lied, "Monster 2.0" was te zien in de Codemasters-game, DiRT 4.

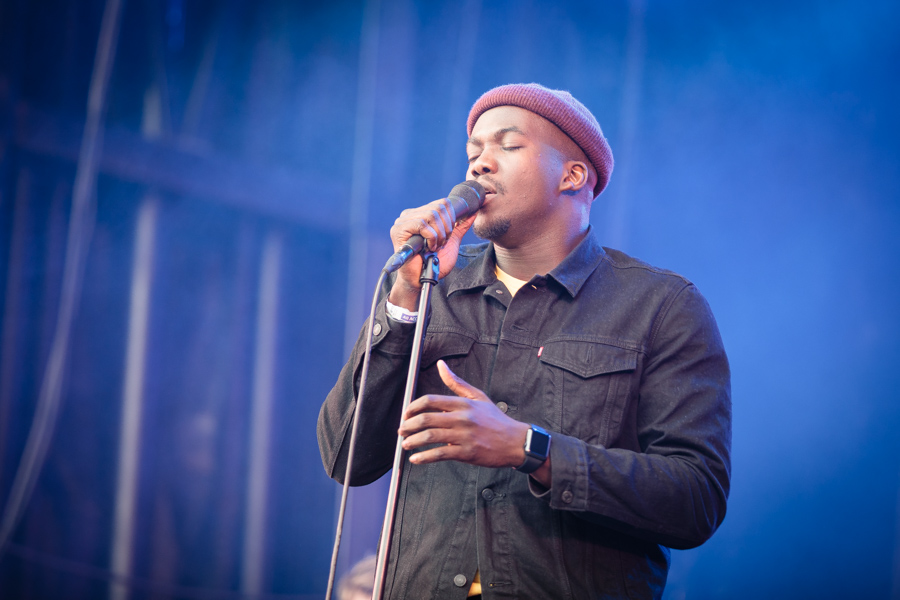
Jacob Banks op het Vigeland-podium in het Vigeland-park in Oslo op 17 juni 2018

"Move With You" was te zien in de EA Sports-game, FIFA 15.
In 2013 werd "Worthy" gespeeld in de Amerikaanse tv-serie Suits in seizoen 3, aflevering 9.
"Unknown" was te zien in de finale van seizoen 3 van de Starz-tv-serie Power en kreeg virale aandacht voor zijn geweldige stem.  Deze aandacht leidde tot het nummer "Monster" in de eerste aflevering van seizoen 4. In 2018 was "Unknown" te zien tijdens de tv-serie Suits in seizoen 7, aflevering 13.
"Monster" werd gebruikt tijdens de tv-serie "Quantico" in seizoen 1 aflevering 2, die werd uitgezonden in oktober 2015. "Monster" werd ook gesampled om het gelijknamige nummer van rapper Flawless real talk te creëren.
In 2017 was "Unholy War" te zien in de seizoensfinale van de tv-serie Redemption, seizoen 3, aflevering 3 van de tv-serie Lucifer en in de onthullingstrailer voor de Need for Speed-game uit 2017, Need for Speed: Payback.  In 2018 was "Unholy War" te zien tijdens de seizoensfinale van de tv-serie Black Lightning.  Het was ook te zien in de Starz tv-serie Power.
In 2018 schreef en speelde Banks het nummer "In The Name of Love" voor de film The Equalizer 2.
"Love Ain't Enough" werd gebruikt in de EA Sports-game, FIFA 19.
Banks' samenwerking met X Ambassadors, 'Baptize Me', was te zien in de soundtrack van 'Game of Thrones'.
In 2018 werd "Unholy War" gebruikt in de tv-serie "Queen of the South" in seizoen 3, aflevering 5.
In 2019 was "Every Age" te zien in een commercial voor het kauwgommerk Extra.
In 2020 werd "Slow Up" gebruikt in het tweede seizoen van de Britse serie "Save Me".
In 2021 werd "Slow Up" gebruikt in de Netflix-film "Fatherhood"

## Bron
- Dit artikel of een eerdere versie ervan is een (gedeeltelijke) vertaling van het artikel Jacob Banks op de Engelstalige Wikipedia, dat onder de licentie Creative Commons Naamsvermelding/Gelijk delen valt. Zie de bewerkingsgeschiedenis aldaar.